# Vadul lui Vodă
Vadul lui Vodă è una città della Moldavia appartenente al Municipio di Chișinău di 4 559 abitanti al censimento del 2004
È situato nella periferia est della capitale (a circa 18 km dal centro) lungo la sponda occidentale del fiume Nistro